# Jocelyn Quivrin
Jocelyn Quivrin (Dijon, Côte-d'Or; 14 de febrero de 1979-Saint-Cloud, Hauts-de-Seine; 15 de noviembre de 2009) fue un actor francés.

## Biografía
Fue hijo de Vincent Beaufils, un anestesista de "SAMU".
En 2005 comenzó a salir con la actriz francesa Alice Taglioni, con quien tuvo un hijo, Charlie (18 de marzo de 2009). El 15 de noviembre de 2009, Jocelyn murió en un accidente automovilístico seis meses después del nacimiento de su hijo.

## Carrera
En 2001 se unió al elenco de la miniserie Rastignac ou les ambitieux, donde interpretó a Eugène de Rastignac.
En 2010 se estrenó una película en la que había colaborado antes de su muerte, Ensemble, c'est trop, donde interpretó a Sébastien.

## Fallecimiento
Lamentablemente en la tarde del 15 de noviembre de 2009 Jocelyn murió en un accidente automovilístico seis meses después del nacimiento de su hijo. Jocelyn había perdido el control de su auto un Ariel Atom en la autopista A13 en la entrada del túnel de St. Cloud, las autoridades encontraron el velocímetro que marcaba 230 km/h (143 mph), sin embargo no estaban seguros si esa era la velocidad a la que iba manejando o esta se había marcado a consecuencia del fuerte impacto, por otro lado medios informaron que el camino estaba mojado luego de que lloviera.
Su funeral fue el 21 de noviembre de 2009 en una iglesia reformada en la Avenue en el Gran Ejército de París, a la ceremonia asistieron familiares y amigos cercanos de Jocelyn, así como varios artistas del teatro y la televisión, entre ellos: Jean Reno, Jean Dujardin junto a su esposa Alexandra Lamy, Clovis Cornillac, Jean-Paul Rouve, Thierry Lhermitte, Gérard Jugnot y Alain Chabat, entre otros.

## Filmografía

### Series de televisión
| Año         | Título                       | Personaje           | Notas                                       |
| ----------- | ---------------------------- | ------------------- | ------------------------------------------- |
| 2009        | Revivre                      | Dov                 | 6 episodios                                 |
| 2009        | Équipe médicale d'urgence    | Patrick Calvo       | episodio "L'enfant diamant"                 |
| 2002        | Navarro                      | Jérémie             | episodio "Meurtre en famille"               |
| 2002        | L'enfant des Lumières        | Alexis Grand        | 2 episodios - miniserie                     |
| 2001        | Rastignac ou les ambitieux   | Eugène de Rastignac | 4 episodios - miniserie                     |
| 2000        | Julie Lescaut                | Hervé               | episodio "Destins croisés"                  |
| 2000        | Maigret                      | Gus                 | episodio "Maigret chez les riches"          |
| 1999        | Chère Marianne               | Stéphane            | episodio "La sous préfète"                  |
| 1999        | Anne Le Guen                 | Joven Martin        | episodio "Un poids lourd sur la conscience" |
| 1998        | Dossier: disparus            | Brice Vidampierre   | episodio "Madeleine"                        |
| 1997        | Le juge est une femme        | Pierre              | episodio "Drôle de jeu"                     |
| 1997        | Les boeuf-carottes           | Nicolas             | episodio "Émotions fortes"                  |
| 1996        | Regards d'enfance            | Renaud              | episodio "Histoires d'hommes"               |
| 1994        | L'instit                     | Fabien              | episodio "Vanessa, la petite dormeuse"      |
| 1992        | Port-Breac'h                 | -                   | -                                           |
| 1990 - 1991 | Les compagnons de l'aventure | -                   | -                                           |

### Películas
| Año  | Título               | Personaje                | Notas                                                                           |
| ---- | -------------------- | ------------------------ | ------------------------------------------------------------------------------- |
| 2007 | 99 francs            | Charles "Charlie" Dagout | dirigida por Jan Kounen, junto a Jean Dujardin                                  |
| 2010 | Ensemble, c'est trop | Sébastien                | junto a Nathalie Baye, Pierre Arditi, Aïssa Maïga, Jacques Weber & Éric Cantona |

### Director y escritor
| Año  | Título | Notas                       |
| ---- | ------ | --------------------------- |
| 2007 | Acteur | corto - director y escritor |

## Premios y nominaciones
| Año  | Categoría                                     | Premio                     | Película  | Resultado |
| ---- | --------------------------------------------- | -------------------------- | --------- | --------- |
| 2008 | Most Promising New Actor                      | Lumiere Award              | 99 francs | Ganador   |
| 2008 | Best Male Newcomer (empatado con Andy Gillet) | Étoile d'Or Award          | 99 francs | Ganador   |
| 2008 | -                                             | Prix Patrick Dewaere Award | -         | Ganador   |
| 2008 | Most Promising Actor                          | César Award                | 99 francs | Nominado  |